# 1,1-Difluoroetano
1,1-Difluoroetano, ou DFE, é um composto organofluorado com a fórmula química C 2 H 4 F 2 . Este gás incolor é usado como refrigerante, produto químico usado em um ciclo térmico em sistemas de refrigeração e climatização que passa por uma mudança de fase de líquido a gás, absorvendo calor e resfriando ambientes. Dentre os refrigerantes, é frequentemente listado como R-152a (refrigerante-152a) ou HFC-152a ( hidrofluorcarboneto -152a). Também é usado como propelente para sprays de aerossol e em produtos de pulverização de gás . Como alternativa aos clorofluorcarbonetos, tem um potencial de destruição de ozônio de zero, um potencial de aquecimento global mais baixo (124) e uma vida útil atmosférica mais curta (1,4 anos).

## Produção
O 1,1-difluoroetano é uma substância sintética produzida pela adição catalisada por mercúrio de fluoreto de hidrogênio ao acetileno : 
HCCH + 2 HF → CH 3 CHF 2
O intermediário neste processo é o fluoreto de vinila (C 2 H 3 F), o precursor monomérico do fluoreto de polivinilideno .

## Usos
Com um índice de potencial de aquecimento global (GWP) relativamente baixo de 124 e propriedades termofísicas favoráveis, o 1,1-difluoroetano foi proposto como uma alternativa ecológica ao R134a . Apesar de sua inflamabilidade, o R152a também apresenta pressões de operação e capacidade de resfriamento volumétrico (VCC) semelhantes ao R134a, podendo ser usado em grandes sistemas refrigeradores ou em aplicações mais particulares, como trocadores de calor compostos por  tubos de calor.
Além disso, o 1,1-difluoroetano também é comumente usado em espanadores de gás e vários outros produtos aerossóis de varejo, particularmente aqueles sujeitos a requisitos rigorosos de compostos orgânicos voláteis (VOC).
O peso molecular do difluoroetano é 66, o que o torna uma ferramenta útil e conveniente para detectar vazamentos de vácuo em sistemas GC-MS . O gás barato e facilmente disponível tem um padrão de fragmentação e peso molecular (pico base 51 m/z no EI-MS típico, pico principal a 65 m/z) diferente de qualquer coisa no ar. Dessa forma, se picos de massa correspondentes a 1,1-difluoroetano forem observados imediatamente após a pulverização de um ponto de vazamento suspeito em sistema, os vazamentos podem ser identificados rapidamente.

## Segurança
O difluoroetano é um gás extremamente inflamável, que se decompõe rapidamente quando aquecido ou queimado, produzindo vapores tóxicos e irritantes, incluindo fluoreto de hidrogênio e monóxido de carbono .
O difluoroetano é um tóxico e precipita arritmia cardíaca fatal. Vários relatos de acidentes de carro fatais foram associados a motoristas inalando 1,1-difluoroetano. A atriz Skye McCole Bartusiak morreu devido aos efeitos combinados de difluoroetano e outras drogas em julho de 2014. Devido ao abuso de inalantes, um amargor é adicionado a algumas marcas; no entanto, esta medida não é legalmente exigida e não impediu o uso generalizado deste produto como medicamento.
Em um estudo da DuPont, ratos foram expostos a até 25.000 ppm (67.485 mg/m 3 ) por seis horas diárias, cinco dias por semana, durante dois anos. Este se tornou o nível de efeito adverso não observado para esta substância. A exposição prolongada ao 1,1-difluoroetano tem sido associada em humanos ao desenvolvimento de doença coronariana e angina .

## Abundância ambiental

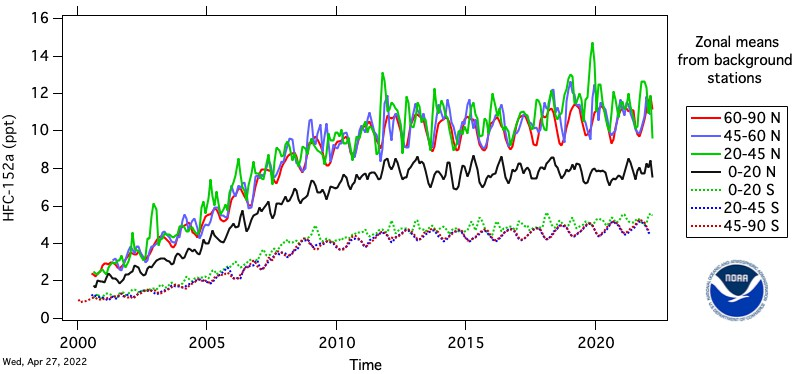
Crescimento de HFC-152a na atmosfera da Terra desde o ano 2000.

A maior parte da produção, uso e emissões de HFC-152a ocorreu no hemisfério norte, após a introdução da substância na década de 1990. Sua concentração na troposfera do norte atingiu uma média anual de cerca de 10 partes por trilhão no ano de 2011. A concentração de HFC-152a na troposfera do sul é cerca de 50% menor devido à sua taxa de remoção (ou seja, tempo de vida ) de cerca de 1,5 anos sendo semelhante em magnitude ao tempo de mistura atmosférica global de um a dois anos.